# موسكو لا تؤمن بالدموع (فلم)
موسكو لا تؤمن بالدموع (بالإنجليزية: Moscow Does Not Believe in Tears) هو فيلم دراما تم إنتاجه في الاتحاد السوفييتي. الفيلم من إخراج فلاديمير منشوف.

## بطولة
- فيرا ألينتوفا
- أليكسي باتالوف

### ترشيحات وجوائز
| السنة | الحدث  | الفئة           | النتيجة  |
| ----- | ------ | --------------- | -------- |
|       | أوسكار | أفضل فيلم أجنبي | فـــــوز |

## وصلات خارجية
- مقالات تستعمل روابط فنية بلا صلة مع ويكي بيانات

1. ↑  Cine.gr - Τανίες Moskva Slezam ne Verit - Η Μόσχα Δεν Πιστεύει στα Δάκρυα - AKA : Moscow Does Not Believe in Tears نسخة محفوظة 15 ديسمبر 2019 على موقع واي باك مشين.
2. ↑   نسخة محفوظة 11 سبتمبر 2017 على موقع واي باك مشين.
3. ↑   [وصلة مكسورة] نسخة محفوظة 29 مارس 2017 على موقع واي باك مشين.